# (23410) Vikuznetsov
(23410) Vikuznetsov est un astéroïde de la ceinture principale.

## Description
(23410) Vikuznetsov est un astéroïde de la ceinture principale. Il fut découvert le 31 août 1978 à Naoutchnyï par Nikolaï Tchernykh. Il présente une orbite caractérisée par un demi-grand axe de 2,26 UA, une excentricité de 0,25 et une inclinaison de 3,9° par rapport à l'écliptique.

## Compléments